# Porcellionidae
Porcellionidae is een familie van de orde Isopoda. Deze familie bevat 530 soorten, die op alle continenten met uitzondering van Antarctica voorkomen. De ventrale plaat van het thoracale exoskelet loopt iets uit over de benen. Deze "uitgroeiing" wordt het epimeron genoemd.

## Genera
De familie bevat 19 geslachten:
- Acaeroplastes Verhoeff, 1918
- Agabiformius Verhoeff, 1908
- Atlantidium Arcangeli, 1936
- Brevurus Schmalfuss, 1986
- Caeroplastes Verhoeff, 1918
- Congocellio Arcangeli, 1950
- Dorypoditius Verhoeff, 1942
- Leptotrichus Budde-Lund, 1885
- Lucasius Kinahan, 1859
- Mica Budde-Lund, 1908
- Pondo Barnard, 1937
- Porcellio Latreille, 1804
- Porcellionides Miers, 1877
- Proporcellio Verhoeff, 1907
- Soteriscus Vandel, 1956
- Thermocellio Verhoeff, 1942
- Tropicocellio Arcangeli, 1950
- Tura Budde-Lund, 1908
- Uramba Budde-Lund, 1908

## In Nederland waargenomen soorten
- Genus: Porcellio
  - Porcellio dilatatus - (Brede pissebed)
  - Porcellio laevis - (Gladde pissebed)
  - Porcellio scaber - (Ruwe pissebed)
  - Porcellio spinicornis - (Zwartkoppissebed)
- Genus: Porcellionides
  - Porcellionides pruinosus - (Berijpte pissebed)